# Волк, Кшиштоф
Кшиштоф Волк (пол. Krzysztof Wołk; род. 16 августа 1986, Варшава, Польша) — польский писатель, исследователь, рецензент научных статей, а также ИТ-тренер, специализирующийся в искусственном интеллекте, машинном обучении, мобильных приложениях, лингвистической инженерии, мультимедиа, обработке естественного языка и графических программах. Его научные статьи цитировались в более чем 70 международных научных публикациях, книгах и исследовательских работах.
Член научных комитетов Health and Social Care Information Systems and Technologies (HCist), международной конференции, собирающей учёных и специалистов в области информационных систем и технологий здравоохранения, менеджеров и поставщиков ИТ-решений со всего мира, и Reviewers at Research Conference in Technical Disciplines (RCITD), международной конференции в Словакии, которая собирает университетских учёных и исследователей со всего мира.
Исследования Волка по статистическим методам машинного обучения принято считать как одни из наиболее часто цитируемых исследований в мире.

## Биография
В 2016 году Волк получил звание кандидата наук Польско-японской академии компьютерных технологий (пол. Polsko-Japońskiej Akademii Technik Komputerowych, PJATK; Варшава, Польша).
Сейчас Волк работает как исследователь и доцент в Польско-японской академии компьютерных технологий. Помимо исследований и преподавания, он активно делится своими знаниями со всем миром на разных веб-форумах, а также собственном сайте, на котором публикует свои самые новые исследования, книги, научные работы, статьи, справочники и результаты тестирования оборудования, а также другие медиа-материалы.

## Достижения
Волк издал три книги: «Библия Windows Server 2012. Пособие для Администратора» (пол. Biblia Windows Server 2012. Podręcznik Administratora), «Mac OS X Server 10.8» и «Практический путеводитель по MAC OS X Server 10.6 а также 10.7» (пол. Praktyczny przewodnik po MAC OS X Server 10.6 oraz 10.7), которые цитировались многими исследователями в университетских пособиях, научных публикациях и статьях.
Его исследования на тему польско-английских статистических методов машинного перевода были опубликованы в книге New Research in Multimedia and Internet Systems. Работа Волка, касающаяся систем машинного перевода, упоминалась также в таких книгах как: New Perspective in Information System and Technologies (Volume 1), Multimedia and Network Information System и Recent Advances in Information Systems and Technologies (Volume 1).
Волк обладает сертификатами ведущих мультимедийных и технологических гигантов: Apple, Microsoft, Adobe, EITCA и W3Schools.
Число научных публикаций Волка, вместе со статьями, соавтором которых он является, превышает сто, и именно эти публикации предъявили миру новые, инновационные и креативные пути на карте киберпространства.